# Dienten am Hochkönig
Dienten je obec v rakouské spolkové zemi Salcbursko v okrese Zell am See.
V roce 2013 zde žilo 750 obyvatel.